# Emilio Limon
Emilio Limon (7 de diciembre de 1988) es un futbolista portugués-surinamés que juega en la posición de mediocampista. Su actual equipo es el SV Robinhood, de la Primera división de Surinam, club en el que debutó en la temporada 2007-08.

## Selección nacional
Limon es internacional con la selección de Surinam donde ha jugado en 24 ocasiones (3 goles anotados). Su primera selección tuvo lugar el 14 de junio de 2008, contra Guyana, en el marco de las clasificatorias al Mundial de 2010.
 Participó en otros seis encuentros de dicha eliminatoria.,

## Palmarés

### Campeonatos nacionales
| N.º | Título           | Club         | País    | Año/Temporada |
| --- | ---------------- | ------------ | ------- | ------------- |
| 1   | Primera división | SV Robinhood | Surinam | 2011-12       |